# Wilson Bros
Wilson Bros war ein britischer Hersteller von Automobilen.

## Unternehmensgeschichte
Die Brüder Wilson waren Elektroingenieure. Sie gründeten das Unternehmen in Bedford und begannen 1904 mit der Produktion von Automobilen. Der Markenname lautete Bedford. Im gleichen Jahr endete die Automobilproduktion. In den 1920er Jahren kam es zur Zusammenarbeit mit C. E. Humphreys aus dem gleichen Ort.

## Fahrzeuge
Im Angebot standen drei Modelle. Das kleinste war der 6 HP. Ein Einzylindermotor trieb das Fahrzeug an. Die offene Karosserie bot Platz für zwei Personen. Ungewöhnlich waren die Vollgummireifen. Die Modelle 10 HP mit Zweizylindermotor und 16 HP mit Vierzylindermotor hatten Luftreifen. Für das größte Modell gab es eine Tourenwagenkarosserie von Védrine.